# Губна гармоніка

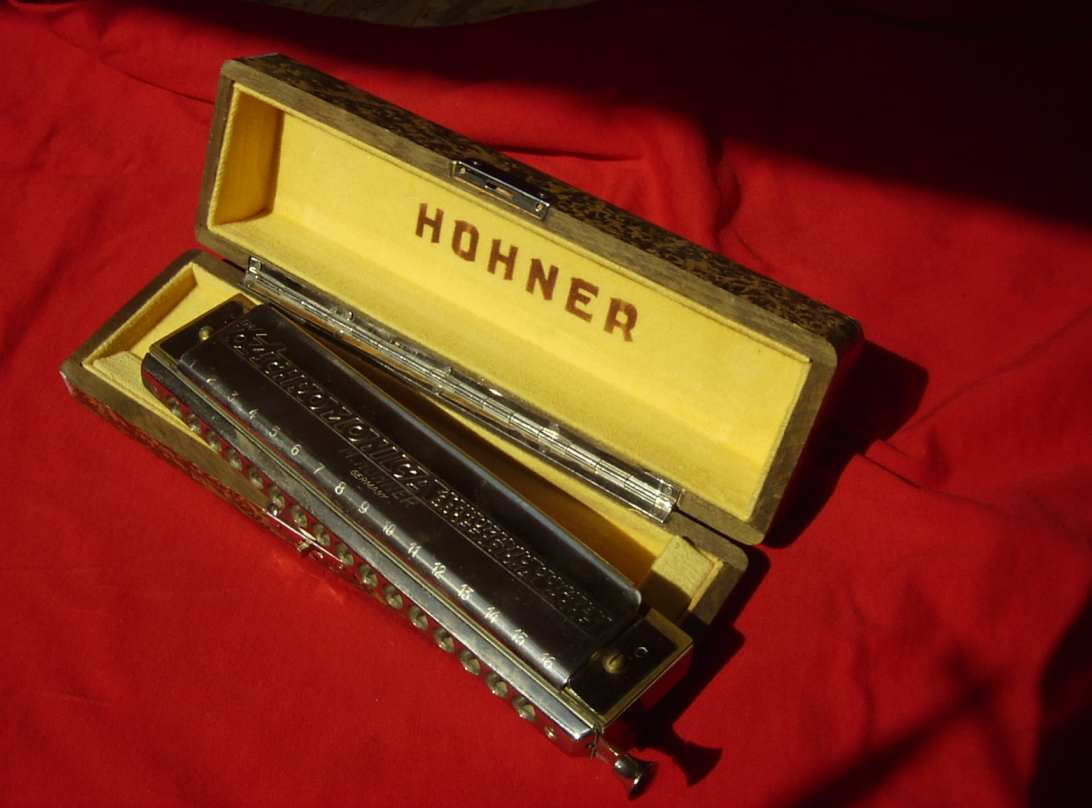
Хроматична гармоніка Hohner.

Губна́ гармо́ніка (англ. Harmonica, англ. Harp) — духовий музичний інструмент, звук в якому видобувається за допомогою металевих язичків, що коливаються під дією повітря, яке видихається чи вдихаєтся музикантом.
Поширені назви: позитва (Львівщина), вусла (Тернопільщина), сурла (Буковина).
На відміну від більшості інших язичкових інструментів, губна гармоніка не має клавіш. Замість цього за допомогою губ та язика обирається один з отворів, розміщених у лінію. Кожен отвір сполучений з одним, двома або декількома язичками. Вибір одного з них під час гри відбувається через напрямок дихання (вдихання чи видихання).
Губна гармоніка найчастіше використовується в блюзі та фолку, а також у джазі, класичній музиці, кантрі, рок- та поп-музиці.

## Історія
Губну гармоніку можна охарактеризувати як компактний кишеньковий музичний інструмент. За своєю суттю гармоніка є духовим органом західного зразка. Поширена думка про те, що гармоніку було винайдено Хрістіаном Фрідріхом Людвігом Бушманом (нім. Christian Friederich Ludwig Buschmann) в 1821 році.[джерело?] Після появи хроматичної гармоніки фірми «Hohner», істотно розширився репертуар, який можна було б виконувати на подібних інструментах.[джерело?]
Вперше східний духовий орган потрапив в Європу з Китаю в середині XVIII століття. Цей інструмент складався із 17 бамбукових трубок різного розміру з мідними язичками усередині, які кріпилися по кругу до металевого корпусу з мундштуком. Після його вивчення виникла ідея використовувати язички в конструкції традиційних органів. На жаль, подібні експерименти не отримали схвалення широкої публіки, і більшість органних майстрів відмовилися від таких конструктивних вирішень стосовно клавішних інструментів.
Так або інакше, язички були використані при виготовленні західного духового органу лише в XIX столітті. Перша губна гармоніка була створена німецьким годинниковим майстром Хрістіаном Фрідріхом Людвігом Бушманом в 1821 році. Винахід, що отримав назву «аура», був металевою пластиною з 15-ма прорізами, які закривалися відповідними сталевими язичками. За задумом автора, його дітище було швидше камертоном, а не музичним інструментом. Ноти в ньому були розташовані в хроматичному ладі і програвались лише за допомогою видиху.
У 1825 році інший німець, Ф. Хотц, почав виробництво духових органів на власній фабриці в Кніттлінгене. Ще один уродженець Німеччини, Християн Месснер придбав декілька виготовлених Бушманом «аур» і в 1827 році почав виготовляти схожі на них інструменти. Свої вироби він назвав дивним словом «мундеоліни» (від нім. mund «рот», «губи»). Двома роками пізніше англієць Сер Чарльз Уітстоун запатентував свою модель духового органу. У його конструкції язички управлялися невеликою кнопковою клавіатурою, яку сам автор називав «сим-фоніум».
Але автором найважливішого для того періоду часу конструкторського рішення став майстер з Богемії з прізвищем Ріхтер. Близько 1826 року він виготовив зразок гармоніки з десятьма отворами і двадцятьма язичками (роздільними для вдиху і видиху), встановленими в дерев'яному кедровому корпусі. Запропонований Ріхтером варіант налаштування з використанням діатонічного звукоряду став стандартним для європейських інструментів, які отримали назву «Mundharmonika» або духовий орган.
У 1829 році І. В. Глієр організував виробництво духових органів на своїй фабриці в німецькому місті Клінгенталь. У 1855 те ж саме зробив інший німець, Християн Вайсе. Проте до 1857 року найбільшим масовим виробником гармонік стала фірма з Троссінгена. У той час нею керував Маттіас Хонер. Лише в 1857 році за допомогою членів своєї сім'ї і одного найманого робітника він зумів виготовити 650 інструментів. Хонер був видатним бізнесменом. Однією з його маркетингових знахідок стала накладка з ім'ям виробника. У 1862 році Хонер привіз губну гармоніку до Північної Америки. Це був крок, який згодом привів його фірму до світового лідерства у виробництві цих інструментів.[джерело?] До 1879 року Хонер виготовляв 700 тисяч інструментів в рік. На рубежі століть річний випуск становив вже 5 мільйонів одиниць продукції. Зараз фірма випускає більше 90 різних моделей губних гармонік, для гри в різних стилях: класика, джаз, блюз, рок або етнічна музика.
Губна гармоніка, або духовий орган, в різних мовах має схожі за походженням назви — всі вони мають в складі «рот» або «уста» і «гармоніка». По-німецьки її називають «нім. Mundharmonika» (нім. mund — рот), по-французьки — «фр. harmonica а bouche», по-італійськи — «італ. armonica а bocca», по-іспанськи «ісп. armonica», по-англійськи — «англ. harmonica», «англ. mouth organ» «англ. French harp» або «англ. harp».
Говорять, що своєю назвою губна гармоніка зобов'язана зовсім іншому інструменту. У 1829 році віденський майстер Деміан отримав ексклюзивні права на виробництво акордеонів. Інші майстри також випускали подібні інструменти, але вже під іншою назвою, а саме — «handharmonika» (ручна гармоніка). Через схожий принцип дії духовий орган почали називати «mundharmonika» (губна гармоніка).
Стрімкому поширенню гармоніки по всьому світу не змогли перешкодити навіть світові війни. Німецькі виробники випускали для різних країн спеціальні експортні моделі: «l'Epatant» і «La Marseillaise» для Франції, «King George» і «Alliance Harp» для Англії, «El Centenario» для Мексики і навіть гармоніки на ланцюжках для тих етнічних груп, в одязі яких не було кишень. Під час 1-ї світової війни різні організації забезпечували гармоніками німецьких і англійських солдатів. Була навіть така модель «Kaiser Wilhelm».
Перші записи губної гармоніки були зроблені в США на початку 1920-х років, хоча в німому кіно цей інструмент був зафіксований на плівці ще в 1894 році. У 1930-і роки Велика депресія, а в 1940-і — 2-а світова війна сприяли переселенню південців в північні штати і на західне узбережжя. Цей процес сприяв поширенню маленького інструменту по всій території США. Тоді серед чорних мешканців Чикаго великою популярністю користувалися Джаз Гіллум і Джон Лі «Сонні Бой» Вільямсон (англ. Sonny Boy Williamson I). У той же час на іншому кінці світу, в Нюрнберзі, Ларрі Адлер грав для солдатів армій союзників за антигітлерівською коаліцією.
Солдати поверталися до рідних осель. У негритянських гетто відчувавлось піднесення, що, природно, відбилося і в музиці. Молоді музиканти з півдня (Літтл Волтер, Джуніор Веллс, Снукі Прайор) тепер грали на губній гармоніці через мікрофон і підсилювач. Це було щось нове — «міссиссіппський саксофон» (так на американському сленгу називали губну гармоніку) міг тепер виконувати соло під акомпанемент оркестру. У 1950-і роки рок-н-рол висадив патріархальну тишу тогочасної музичної сцени. Гармоніка опинилася на передньому краю цього молодіжного бунту, який черпав натхнення в чорному американському блюзі.
Цей інструмент пережив чергове народження в новій музичній стилістиці, і до цього дня зберігає свою популярність серед виконавців різних віків і музичних напрямів.

## Будова гармоніки

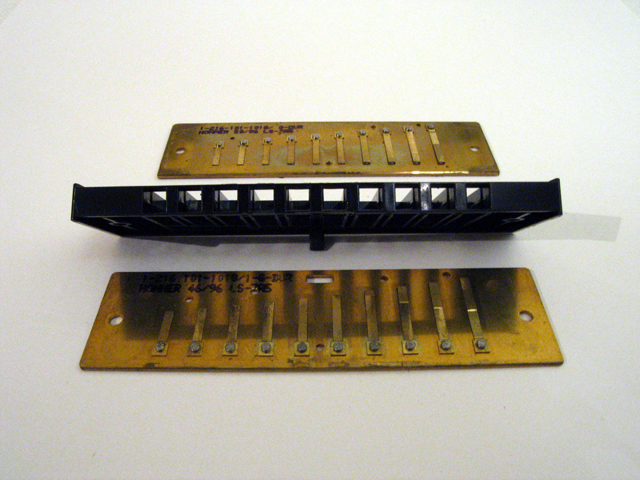
Гребінець та дві пластини з язичками.

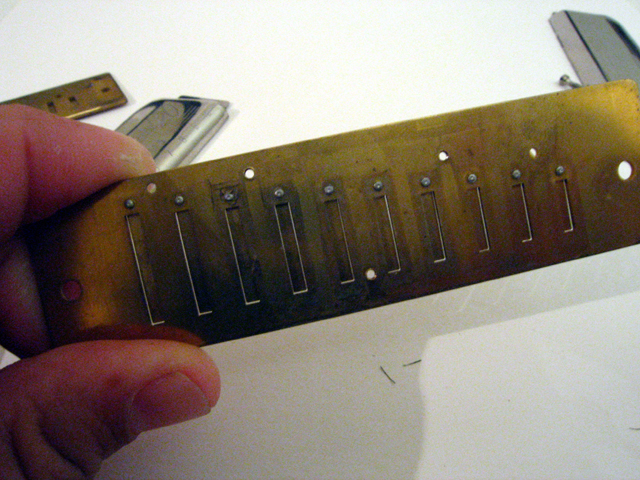
Пластина з язичками.

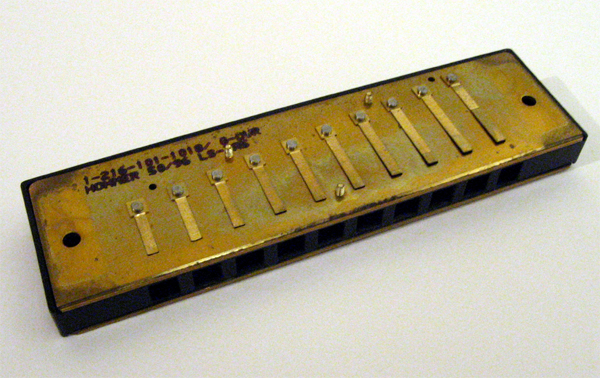
Звукова пластинка прикріплена до гребінця на діатонічній гармоніці.

Гармоніка складається із гребінця, пластини з язичками та корпусу.

### Гребінець
Гребінцем називають основну частину гармошки, в ньому знаходяться отвори для пропускання повітря через язички. Назва гребінець походить від схожості між гребінцями для простих гармонік та гребінцями для волосся. Традиційно, гребінці для гармонік виготовляли з дерева, нині ж, зазвичай, їх виготовляють із пластмас (ABS-пластик) або металу.
Вважалось, що матеріал, з якого виготовлено гребінець, впливає на звучання гармоніки. В той час, як матеріал гребінця має деякий вплив на звук гармоніки, основна відмінність матеріалів полягає в довговічності інструменту. Зокрема, виготовлений з дерева гребінець може всмоктувати вологу, що видихає музикант або передає через дотики язиком.

### Звукова пластина
Звукова пластина є групою декількох гребінців на одній основі. Гребінці, зазвичай, виготовляють із латуні, але, також, використовують і сталь, алюміній або пластмаси. Окремі язички, зазвичай, кріпляться до пластини, однак, вони також можуть бути приварені або прикручені. Гребінці, закріплені всередині (в повітряній камері гребінця) пластини відповідають на видих, а ззовні — на вдих.
Істотно відрізняються від традиційних, гармоніки, розроблені Фіном Магнусом (англ. Finn Magnus) в 1950-тих, в яких гребінці та звукова пластина виплавлялись із одного шматка пластмаси. В цій схемі, гребінець, язички (або звукова пластина) виготовляють із пластмас і закріплюють клеєм або зварюванням.

### Корпус
Корпус гармошки складається із двох пластин, зазвичай металевих, хоча також використовуються дерев'яні або пластикові. Вибір пластин корпуса впливає на звук гармошки. Існує два типи пластин корпуса: традиційні відкриті схеми з відштампованим металом або пластмаси, призначені лише для утримання гармошки, та закриті схеми (такі як в Hohner Meisterklasse та Super 64, Suzuki Promaster та SCX), які дають кращу тональну якість.

## Види гармонік
Хроматичні гармонікиХроматичні гармоніки дозволяють програвати всі 12 нот в октаві (включаючи півтони). Навчитися грати на них складніше, ніж на діатонічних, проте на них можна зіграти будь-яку мелодію без необхідності опанування такою складною технікою гри, як бенд. Гармоніки такого типу фактично складаються з 2-х гармонік в одному корпусі. Перемикання між ними і витягання півтонів досягається використанням спеціальної кнопки-перемикача — слайдера, на одній з бічних сторін інструменту.
Діатонічні гармонікиУ діатонічних гармоніках використовується діатонічний лад (наприклад: C, D, E, F) без півтонових інтервалів між нотами (C#, D# і так далі). Гра на діатонічній гармоніці нагадує гру на фортепіано лише на білих клавішах, без чорних (деякі із відсутніх звуків можна отримувати за допомогою спеціального прийому — бенда). В більшості випадків діатонічні гармоніки мають 10 отворів і випускаються в тональності C або G. Діатонічні гармоніки мають діапазон в 1-4 октави.
Блюзові гармонікиБлюзова гармоніка є найважливішим типом діатонічних гармонік. Блюзова діатоника зазвичай має 10 отворів, з пластинками для вдихання (англ. draw) і для видихання (англ. blow) в кожному з отворів.
Тремоло гармонікиТремоло-гармоніка є різновидом діатонічної. В ній є дві звукові пластини, що звучать водночас і дещо розлаштовані у відношенні одна до одної, що створює ефект тремоло. Приклад гриⓘ
Октавні гармонікиЩе один вид діатонічних гармонік. У ній дві звукові пластини, що звучать водночас і налагоджені точно в октаву одна до одної. Це додає велику гучність й інший тембр звуку. Приклад гриⓘ
Оркестрові гармоніки
Мелодичні гармоніки
Басові гармонікиФактично два окремі інструменти, один над іншим, сполучених шарнірами з обох боків. Кожен отвір грає лише на видих, і на кожну ноту — по дві звукові пластини, налагоджені в октаву.
Акордові гармонікиПодібно до бас-гармоніки, також складається із двох рухливо закріплених пластин, здвоєні язички яких налагоджені в октаву. Але на відміну від бас-гармонік, акордові гармоніки мають ноти і на видих, і на вдих, що дозволяє використовувати різні акорди.

## Техніка гри на гармоніці
Існують численні техніки гри на гармоніці, деякі з них призначені для отримання додаткової тональної динаміки, а деякі для розширення можливостей музиканта. Зокрема, поширені такі техніки: бенд (бендінг), овербенд, овердроу, позиційна гра, та вібрато.

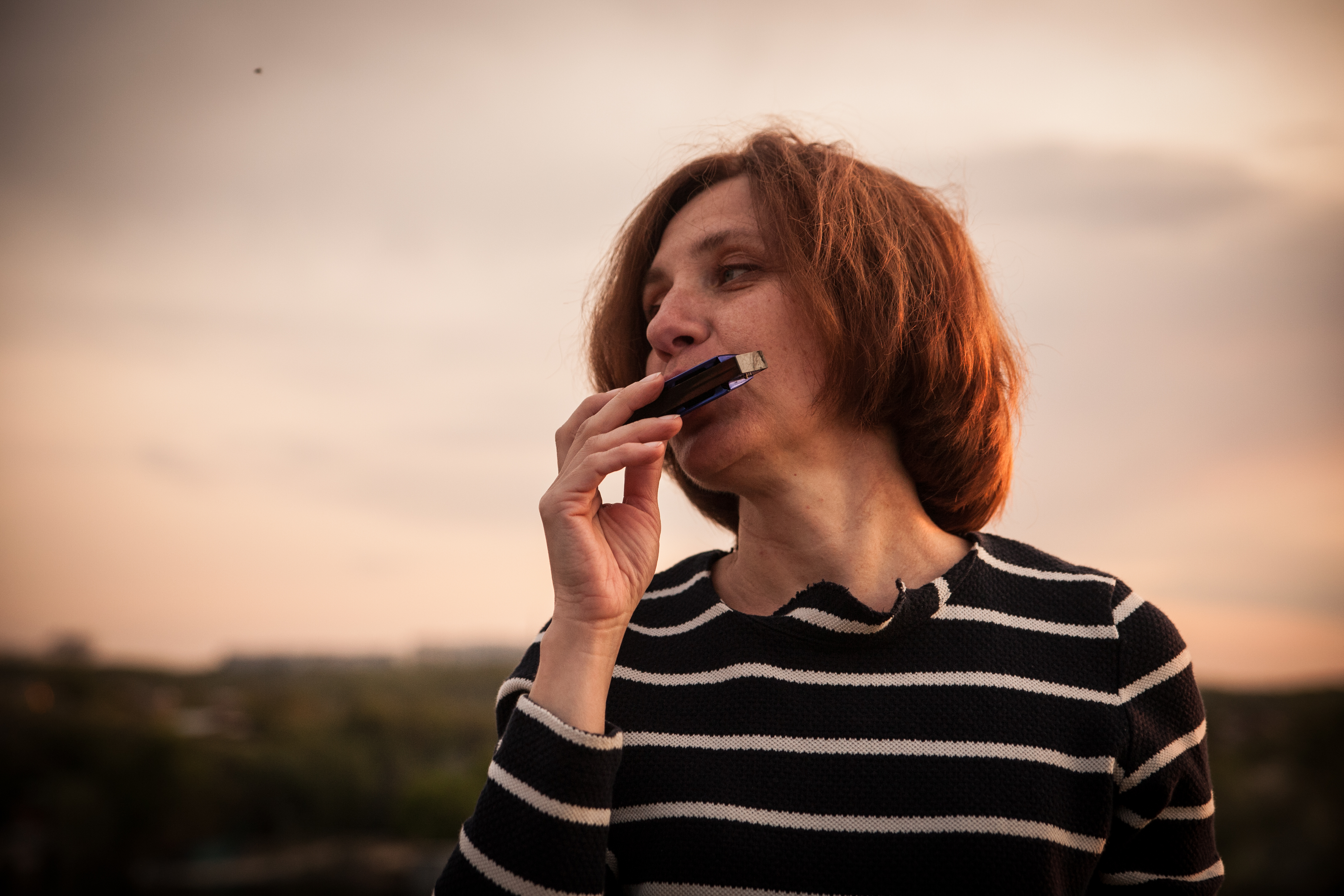
Жінка грає на гармоніці на острові Хортиця

Бендінг та овербендінгДозволяє програвати додаткові ноти на діатонічній гармоніці (приклад бендівⓘ). Досягається спеціальним розташуванням інструмента та язика, примушуючи язичок гармоніки вібрувати з іншою частотою. Назва походить від схожого прийому гри на гітарі. Бенди важливі для гри в стилі блюз та інших. В 1970-тих, Говард Леві розробив техніку гри під назвою «овербендінг» (в англ. мов. літературі може називатись: англ. overbending, англ. overblowing, англ. overdrawing). Овербендінг разом із бендами дозволяє програвати всі звуки хроматичного діапазону.
Позиційна граДозволяє урізноманітнити тональність звуків.
ВібратоЗазвичай застосовується при грі з іншими інструментами, як правило, зі струнними, надає звуку ефекту «коливань». Існує деіклька способів відтворення вібрато: найпоширеніший, змінювати утримання гармоніки. Наприклад, швидко закриваючи та відкриваючи долоні навколо гармоніки. Інший спосіб — швидко пересувати губи між отворами гармоніки.
При грі із підсилювачами звуку (мікрофони), можна використовувати властивості передачі звуку в підсилювач, як, приміром, змінення положення рук по відношенню до мікрофона, або дуття на мікрофон або шепотіння тощо.

## Система табуляції
Система табуляції — це спеціальна система запису нот, яка передбачає позначення цифрами і спеціальними знаками відповідних отворів на губній гармоніці з врахуванням напряму потоку повітря (вдих або видих), наявності додаткових нот (бендів, овербендів), тривалості нот, а також різних технічних прийомів і ефектів. Цей вид запису значно спрощує читання нот, замінюючи стандартний нотний стан на відповідну нумерацію отворів.
Різні системи табулатур знайшли своє застосування. Найпростіша систима знаків має такий вигляд.
Для діатонічної гармоніки:
```
 2  = видих через отвір 2
-2  = вдих через отвір 2 
-2' = вдих через отвір 2 з напівбендом
-2" = вдих через отвір 2 з повним бендом
```

акорди позначаються групами нот в дужках:
(2 3) = видих через отвори 2 та 3 водночас
Для хроматичної гармоінки:
```
  2 = видих через отвір 2
 -2 = вдих через отвір 2
 <2 = видих через отвір 2 з натисненою кнопкою
<-2 = вдих через отвір 2 з натисненою кнопкою
```

Зазвичай, разом із нотами, в табулатурі показано і слова пісні для того, аби показати тон та час гри нот.
Також, на табулатурі може наводитись інформація про те, для гармонік в якому ключі ця пісня.
Нижче наведено приклад табулатури:
```
Mack the Knife

  C Diatonic
5   6   -6   -6   5  6   -6     -6
Oh the shark has pretty teeth, dear
-4  -5  -6    -6  -4 -5   -6
And he shows them pearly white
 6  -7  -8    7   -7   -6  7     -4
Just a jack knife has MacHeath, dear
 5  -5   7   -4  7  -7  -6
And he keeps it out of sight
```

## Відомі виробники
| Сучасні - Hohner - C. A. Seydel Söhne - Tombo — Lee Oskar - Hering - Huang - Suzuki | Історичні - Koch - Thie - Spanger - F. A. Rauner - F. A. Böhm - Köstler |

## Зовнішні посилання
- Губна гармоніка в Україні та у світі: Новини, Музика, Відео, Навчання. [Архівовано 24 жовтня 2018 у Wayback Machine.] (рос.)
- todoarmonica.org [Архівовано 22 січня 2008 у Wayback Machine.]
- HarmoPoint [Архівовано 6 грудня 2021 у Wayback Machine.]
- Directory of harmonica players, vendors, manufacturers, and instructors [Архівовано 4 травня 2022 у Wayback Machine.]